# Réserve ornithologique de Kalissaye
La réserve ornithologique de Kalissaye (ROK) est une petite réserve naturelle du Sénégal, située à l'embouchure du marigot Kalissaye, au milieu du delta du fleuve Casamance.

## Environnement
Sur les îlots sableux des îles du Bliss et de Karones on trouve une végétation basse constituée notamment d' Ipomoea pes-caprae, de Sporobolus spicatus et d'Alternanthera maritima.

## Faune
La réserve avait été créée en 1978 pour protéger les colonies nicheuses d'oiseaux marins et les lieux de reproduction des tortues marines.
La sterne caspienne (Sterna caspia) — on a pu dénombrer jusqu'à 10 000 dans les années 1980 —, la sterne royale (Sterna maxima) et le pélican blanc (Pelecanus onocrotalus) y sont bien représentés.
La reproduction de plusieurs espèces de tortues marines était suivie de près, notamment celle de la caouanne (Caretta caretta) et de la tortue verte (Chelonia mydas).
Le dauphin commun (Delphinus delphis) et le lamantin d'Afrique (Trichechus senegalensis) pouvaient également y être observés.